# The Brothers Solomon
The Brothers Solomon är en amerikansk långfilm från 2007 i regi av Bob Odenkirk, med Will Arnett, Will Forte, Chi McBride och Kristen Wiig i rollerna.

## Handling
De två bröderna John (Will Arnett) och Dean Solomon (Will Forte) har levt ett skyddat liv och har svårt att förstå hur den riktiga världen funkar. För att försöka glädja sin döende far bestämmer sig bröderna för att hitta en kvinna som kan ge fadern ett barnbarn. Bröderna hittar Janine (Kristen Wiig) och via artificiell insemination blir hon gravid.

## Rollista
| Will Arnett            | – John Solomon            |
| Will Forte             | – Dean Solomon            |
| Chi McBride            | – James                   |
| Kristen Wiig           | – Janine                  |
| Malin Åkerman          | – Tara                    |
| Lee Majors             | – Ed Solomon              |
| Bob Odenkirk           | – Jim Treacher            |
| Sam Lloyd              | – Dr. Spencer             |
| Charles Chun           | – Dr. Wong                |
| Jenna Fischer          | – Michelle                |
| Stephanie Courtney     | – Sara                    |
| Bill Hader             | – Recumbent Biker         |
| Derek Waters           | – Video Store Guy         |
| Casey Wilson           | – Fertility Clinic Worker |
| Nicole Randall Johnson | – Birthing Instructor     |
| Brian Scolaro          | – Medical Delivery Man    |